# Andrew av Fløtum
Andrew av Fløtum est un footballeur international féroïen né le 13 juin 1979. Il évolue actuellement au HB Tórshavn au poste d'attaquant.

## Carrière

### En club
Andrew commence sa carrière de footballeur avec le HB Tórshavn en 1996 à l'âge de 17 ans en tant que milieu de terrain, plus tard il deviendra attaquant. En 2002, il devient le meilleur buteur du championnat, inscrivant 18 buts durant la saison. Après avoir reçu le titre de "Joueur de l'année" en 2003, il obtient le droit d'aller jouer au Fremad Amager. Finalement, il revient dans son club formateur en 2007, il a alors 28 ans.

### En équipe nationale
Andrew a commencé sa carrière internationale en 2001, lors d'un match amical face à la Suède. Il a remplacé Uni Arge ce jour-là, qui a pris sa retraite internationale l'année suivante. Il a joué 32 matchs en équipe nationale et il a inscrit 1 but.

### Buts en sélection
| # | Date          | Lieu                 | Contre     | Score |
| 1 | 29 avril 2003 | Tórshavn, Îles Féroé | Kazakhstan | 2-1   |